# Віра Чеберяк (фільм, 1917 року)
«Віра Чеберяк» — український художній німий фільм 1917 року режисера Миколи Брешко-Брешковського.  

сенсійну драму» було побудовано на даних реальної справи Бейліса, коли у 1913 року єврея Менахема Менделя Бейліса звинуватили у вбивстві з ритуальною метою християнського хлопчика Андрія Ющинського. Справа набула розголосу не тільки в Києві та Україні, але й за кордоном. Слідство тривало два роки, в підсумку на суді, хоча голоси присяжних розділилися шість проти шести, Бейліса визнали невинним.

## Сюжет
Фільм розповідає про підготовку до антиєврейського судового процесу по брехливому звинуваченні Менделя Бейліса у вбивстві хлопчика. Журналіст, який свідчить проти Менделя мститься йому цим за те, що той підловив його за крадіжкою дрів. Тихий та стриманий Бейліс прощається з родиною, одягає піджак і йде у супроводі слідчих. Начальник відділу розшуку київської поліції Красовський тим часом встановлює справжніх вбивць: злодіїв пов'язаних з скупщицею краденого Вірою Чеберяк.

## Історія створення
Режисер фильму Микола Брешко-Брешковський написав сценарій згідно даних, отриманих від слідчого справи Красовського і багато у чому повторював сюжет фільму Йосипа Сойфера «Таємниці Києва, або справа Бейліса» (1914).

## Прокат
1917 року Тимчасовий комітет Кіно-Союзу ухвалив рішення зробити показ фільму «Віра Чеберяк» недопустимим. Пізніше до цієї резолюції приєдналися ще дві організації Об'єднана Кіновидавнича спілка і Всеросійська спілка театровласників. Через це стрічка була показана лише в кінематографі «Форум», після чого її показ було призупинено.